# Pierre-Jacques Willermoz

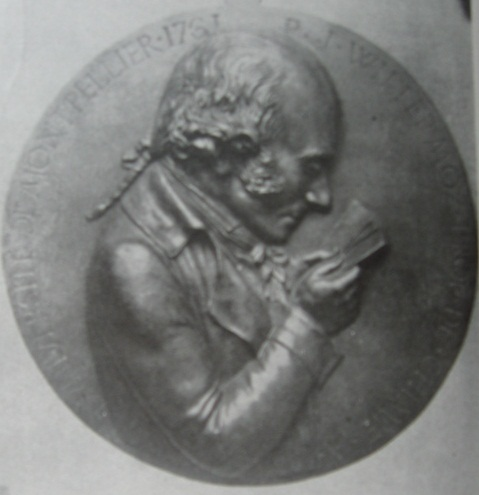
Pierre-Jacques Willermoz, Bronzemedaillon

Pierre-Jacques Willermoz (* 28. August 1735 in Lyon; † 26. Juni 1799) war ein französischer Arzt, Chemiker und Enzyklopädist. Sein Bruder war der Freimaurer und Alchimist Jean-Baptiste Willermoz (1730–1824), der älteste von zwölf weiteren Geschwistern.

## Leben
Pierre-Jacques Willermoz war der Sohn des Claude Catherine Willermoz (1701–1770) und seiner Ehefrau Marguerite Catherine Valentin (* 1710). Seine Geschwister waren u. a. Jean Baptiste Willermoz (1730–1824), Pierre Willermoz (1734–1793) und Antoine Willermoz (1741–1793).
Willermoz wurde 1761 zum Professor und Demonstrator der Chemie an der Universität Montpellier (Démonstrateur de chimie à l’école royale de médecine de Montpellier) berufen, er trat aber 1763 von dieser Position zurück. Auf den Rat seiner Freunde hin organisierte er dort regelmäßig Chemiekurse, die bei den Teilnehmern eine hohe Akzeptanz fanden. Auch setzte er seine wissenschaftlichen Forschungen im Kreise der Ärzteschaft von Lyon fort, nachdem sich diese in einem Ärztekollegium (Collège des médecins) zusammenschlossen.
Er wurde in die Akademie der Wissenschaften, Belletristik und Schönen Künste von Lyon (Académie des sciences, belles-lettres et arts de Lyon) aufgenommen. Aufgrund seiner engen Freundschaft mit dem Agronomen François Rozier beteiligte er sich an der Abfassung dessen Dictionnaire universel d’agriculture (Universallexikon der Landwirtschaft).
Willermoz arbeitete an der Encyclopédie von Denis Diderot und Jean-Baptiste le Rond d’Alembert mit.